# Lado Ambrožič - Novljan
Ladislav Ambrožič (bolje znan kot Lado Ambrožič-Novljan), slovenski partizan, komunist in general, * 10. marec 1908, Čatež ob Savi, † 16. junij 2004, Golo pri Ljubljani. Generalmajor JLA v rezervi.

## Življenjepis
Lado Ambrožič je kot učitelj od leta 1927 pri avtorstvu literarnih del in kot urednik Jugoslovenskega srednješolca uporabljal psevdonim Jure Novljan, ki ga je 1941 vzel za svoje partizansko ime. Pred drugo svetovno vojno je bil učitelj in je pripadal levemu krilu Sokolov. 1941 se je pridružil narodnoosvobodilni borbi, ko je postal tudi član KPJ, je hitro napredoval: postal je poveljnik Gubčeve brigade, 3. operativne cone, prvi komandant 9. korpusa NOVJ in od novembra 1944 načelnik Glavnega štaba NOV in PO Slovenije; v znani nesreči, ko je bil ob preskušanju orožja smrtno ranjen komandant Franc Rozman Stane, je bil tudi Ambrožič ranjen in se je moral zdraviti vse do konca vojne. Po vojni je bil komandant mesta Ljubljane in komandant zaledja 4. Jugoslovanske armade, končal je Vojaško akademijo JLA in opravljal različne dolžnosti v vojnem letalstvu oz. generalštabu JLA (namestnik komandanta vojnega letalstva - razrešen 1947), pomočnik ministra za promet (odstavljen 1950), načelnik Višje vojne letalske akademije ter glavni upravnik civilnega letalstva. Bil je član plenuma Glavnega odbora OF, do leta 1953 je tudi poslanec v Ljudski skupščini FLRJ. Ustanovil je Letalsko zvezo Jugoslavije in bil njen prvi predsednik ter prvi predsednik Ljudske tehnike Jugoslavije. Leta 1953 je bil s činom generalmajorja premeščen v rezervno sestavo, nakar se je zaposlil v gospodarstvu (od 1954 direktor Industrijskega biroja v Ljubljani), 1959 pa predčasno upokojen.
Po upokoljitvi je napisal vrsto zgodovinskih vojaških študij, med njimi Partizanska protiofenziva, Pohod XIV. divizije, monografije o Gubčevi, Cankarjevi in Dvanajsti brigadi ter o Petnajsti diviziji. Bil je soustanovitelj (1988) in prvi predsednik Društva piscev zgodovine NOB (od 1992 častni predsednik) ter eden najplodovitejših pisev o njej. 
1983 je postal častni občan Nove Gorice.
Po letu 1990 je ustanovil domoljubno gibanje Slovenska pot.
Ob njegovi devetdesetletnici leta 1998 ga je predsednik Kučan odlikoval z zlatim časntim znakom svobode za »zgledno in dejavno svobodoljubnost in slovenstvo«. 
Leta 2005 so mu v Žužemberku postavili spomenik, prav tako na Banjšicah (Trnovo).
Njegov sin je Lado Ambrožič ml., slovenski novinar in TV-urednik, ki je izdal knjigo očetovih spominov Novljanovo stoletje (2006).